# Gavião-do-ovambo
O gavião-do-ovambo ou gavião-da-savana (Accipiter ovampensis) é uma espécie de ave de rapina da família Accipitridae.
Pode ser encontrada nos seguintes países: Angola, Benin, Botswana, Burundi, Camarões, República Centro-Africana, Chade, República Democrática do Congo, Costa do Marfim, Etiópia, Gana, Guiné, Quénia, Malawi, Mali, Moçambique, Namíbia, Nigéria, Ruanda, Senegal, África do Sul, Suazilândia, Tanzânia, Togo, Uganda, Zâmbia e Zimbabwe.